# Minivet mandarin
 (décembre 2023).
La mise en forme du texte ne suit pas les recommandations de Wikipédia : il faut le « wikifier ».
Les points d'amélioration suivants sont les cas les plus fréquents. Le détail des points à revoir est peut-être précisé sur la page de discussion.
- Les titres sont pré-formatés par le logiciel. Ils ne sont ni en capitales, ni en gras.
- Le texte ne doit pas être écrit en capitales (les noms de famille non plus), ni en gras, ni en italique, ni en « petit »…
- Le gras n'est utilisé que pour surligner le titre de l'article dans l'introduction, une seule fois.
- L'italique est rarement utilisé : mots en langue étrangère, titres d'œuvres, noms de bateaux, etc.
- Les citations ne sont pas en italique mais en corps de texte normal. Elles sont entourées par des guillemets français : « et ».
- Les listes à puces sont à éviter, des paragraphes rédigés étant largement préférés. Les tableaux sont à réserver à la présentation de données structurées (résultats, etc.).
- Les appels de note de bas de page (petits chiffres en exposant, introduits par l'outil «  Source ») sont à placer entre la fin de phrase et le point final[comme ça].
- Les liens internes (vers d'autres articles de Wikipédia) sont à choisir avec parcimonie. Créez des liens vers des articles approfondissant le sujet. Les termes génériques sans rapport avec le sujet sont à éviter, ainsi que les répétitions de liens vers un même terme.
- Les liens externes sont à placer uniquement dans une section « Liens externes », à la fin de l'article. Ces liens sont à choisir avec parcimonie suivant les règles définies. Si un lien sert de source à l'article, son insertion dans le texte est à faire par les notes de bas de page.
- La présentation des références doit suivre les conventions bibliographiques. Il est recommandé d'utiliser les modèles {{Ouvrage}}, {{Chapitre}}, {{Article}}, {{Lien web}} et/ou {{Bibliographie}}. Le mode d'édition visuel peut mettre en forme automatiquement les références.
- Insérer une infobox (cadre d'informations à droite) n'est pas obligatoire pour parachever la mise en page.

Pour une aide détaillée, merci de consulter Aide:Wikification.
Si vous pensez que ces points ont été résolus, vous pouvez retirer ce bandeau et améliorer la mise en forme d'un autre article.
Espèce
Statut de conservation UICN

 LC  : Préoccupation mineure
Le Minivet mandarin (Pericrocotus solaris) est une espèce d'oiseaux de la famille des Campephagidae. On le trouve de l'Himalaya à la Chine, à Taïwan et en Asie du Sud-Est. Il habite les forêts situées entre 1 000 et 2 000 m d'altitude. L'UICN l'a classé parmi les espèces les moins préoccupantes.

## Répartition et habitat
Cette espèce est présente depuis les contreforts orientaux de l'Himalaya jusqu'à Sumatra et Bornéo, en passant par le Nord-Est de l'Inde, le Sud de la Chine et l'Asie du Sud-Est continentale. Elle habite dans les forêts de l'étage montagnard, c'est-à-dire environ entre 1 000 et 2 000 m d'altitude. Néanmoins, à Taïwan, cette espèce a déjà été recensée aussi bas qu'à 150 m d'altitude. Le minivet mandarin vit dans la canopée des forêts de feuillus, mais également dans les forêts de conifères, les forêts naines, les forêts secondaires, les lisières de forêts et les jardins arborés,. On pense que les douze espèces de minivet ont rayonné de manière adaptative en Asie continentale et se sont ensuite dispersées en direction de l'archipel indonésien.

## Description
Le minivet mandarin mesure 17 à 19 cm de long et pèse de 11 à 17 g. Cette espèce présente un dimorphisme sexuel. Le mâle adulte a la tête et le manteau gris foncé, le menton gris pâle, la gorge jaune orangé et les ailes noirâtres. Le croupion, le bas du dos et l’extrémité des grandes couvertures sont oranges. Chez la femelle, ces parties du plumage sont plutôt jaune vif. Les yeux, le bec et les pattes sont noirs. Les jeunes immatures sont semblables aux femelles, à part le fait qu'ils ont des barres jaune-olive sur le dos.

## Comportement

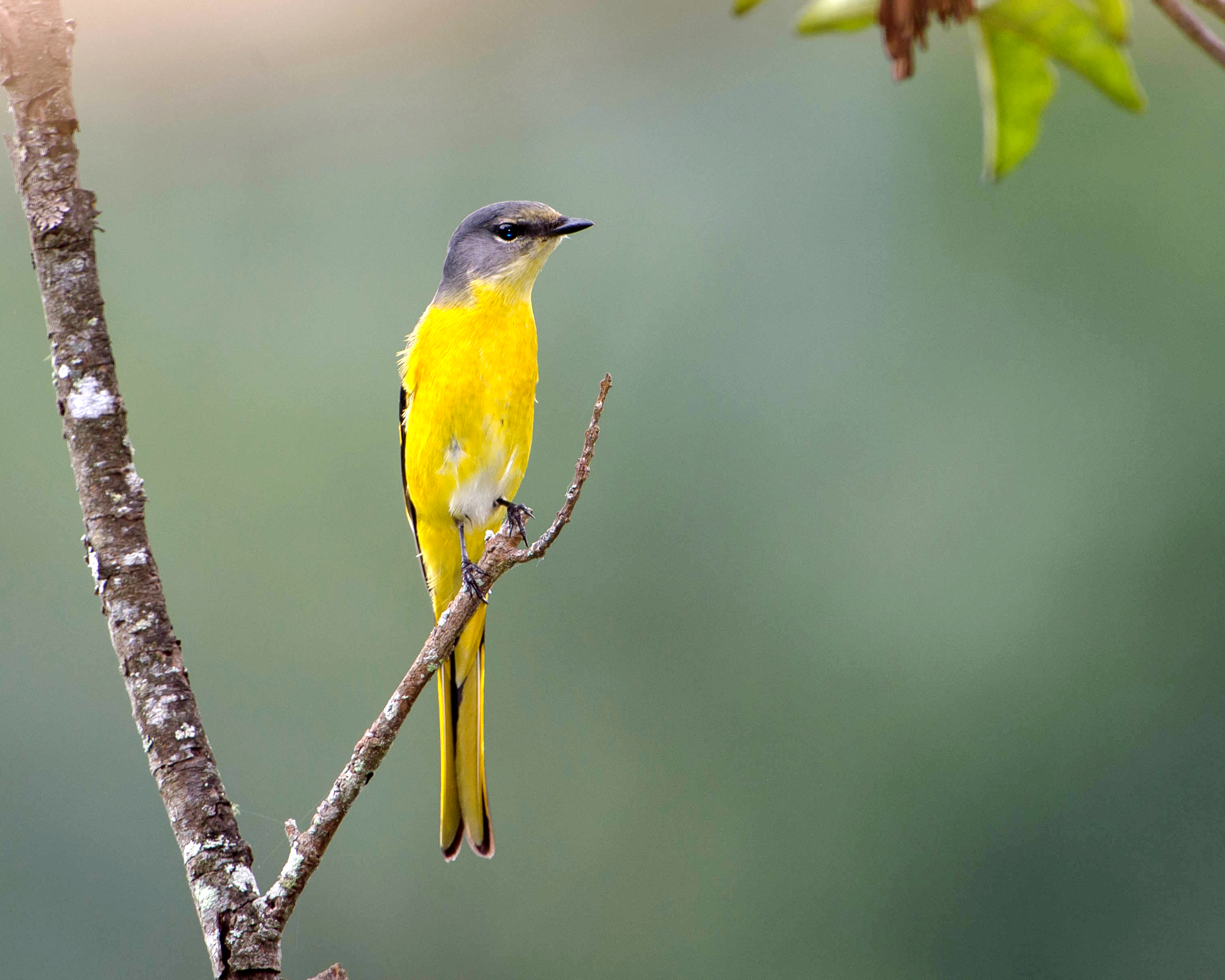
Femelle en Thaïlande.

Lorsqu'il ne se reproduit pas, ce minivet forme de petits groupes de moins de quinze individus ainsi que de plus grands groupes rassemblant quelques dizaines d'oiseaux ; il rejoint parfois des volées mixtes rassemblant plusieurs espèces d'oiseaux en quête de nourriture. Il se nourrit d'invertébrés qu'il chasse dans la canopée, et il descend parfois se nourrir au niveau de fougères arborescentes ou en vol. Il émet un gazouillis particulier tout en se nourrissant. Ses cris de contact incluent un « sri-sisi » aigu et un « chirit-chirit ».
La période de reproduction de cet oiseau se déroule de février à avril, même si des reproductions ont également été observées occasionnellement en janvier. Lors de la parade, des mâles ont été observés marchant vers une femelle en tenant une fleur dans leur bec ; tout en balançant sa tête, le mâle touche le bec de la femelle puis laisse tomber la fleur avant de s'accoupler.
Le nid est construit par les deux sexes sur une branche ou dans une fourche d'arbre. Il prend la forme d'une coupe étroite composée principalement de bryophytes et recouverte de poils à l'extérieur. Des lichens sont ajoutés autour et servent de camouflage, et la femelle façonne le nid en poussant contre les bords avec sa poitrine. Les œufs n'ont pas été décrits pour le moment. Le mâle et la femelle élèvent ensemble la couvée, et des cas d'aide aux soins parentaux par des individus plus jeunes ont été rapportés. La mue a lieu de juin à octobre.

## Liste des sous-espèces
Selon la classification de référence du Congrès ornithologique international (28 décembre 2023) :
- Pericrocotus solaris solaris Blyth, 1846 - Himalaya, Nord et Ouest de la Birmanie ;
- Pericrocotus solaris rubrolimbatus Salvadori, 1887 - Est de la Birmanie, Nord de la Thaïlande ;
- Pericrocotus solaris montpellieri La Touche, 1922 - Sud de la Chine ;
- Pericrocotus solaris griseogularis Gould, 1863 - Sud-Est de la Chine, Taïwan, Nord-Est du Laos, Nord du Viêt Nam ;
- Pericrocotus solaris deignani Riley, 1940 - Sud du Laos, centre du Viêt Nam ;
- Pericrocotus solaris nassovicus Deignan, 1938 - Est de la Thaïlande, Sud du Cambodge ;
- Pericrocotus solaris montanus Salvadori, 1879 - Ouest de la Malaisie, Sumatra ;
- Pericrocotus solaris cinereigula Sharpe, 1889 - Bornéo.

Néanmoins, le Handbook of the Birds of the World Alive considère que les sous-espèces montanus et cinereigula forment une espèce distincte.

## Statut de conservation
Cette espèce a une large aire de répartition et ses populations sont stables, d'où le fait que l'UICN l'ait classée parmi les espèces les moins préoccupantes.

## Classification
Le nom valide complet (avec auteur) de ce taxon est Pericrocotus solaris Blyth, 1846.
Cette espèce a été décrite pour la première fois à Darjeeling par Edward Blyth en 1846
Ce taxon porte en français le nom vernaculaire ou normalisé suivant : Minivet mandarin.

## Publication originale
- (en) Ed. Blyth, « Notices and Descriptions of various New or Little Known Species of Birds », Journal of the Asiatic Society of Bengal, vol. 15, no 172,‎ 1846, p. 280-315 (ISSN 0368-1068, lire en ligne, consulté le 28 décembre 2023).